# Rosières-en-Santerre
Rosières-en-Santerre – miejscowość i gmina we Francji, w regionie Hauts-de-France, w departamencie Somma.
Według danych na rok 1990 gminę zamieszkiwało 3107 osób, a gęstość zaludnienia wynosiła 239 osób/km² (wśród 2293 gmin Pikardii Rosières-en-Santerre plasuje się na 71. miejscu pod względem liczby ludności, natomiast pod względem powierzchni na miejscu 273.).